# (7225) Huntress
(7225) Huntress (1983 BH) – planetoida z pasa głównego asteroid okrążająca Słońce w ciągu 3 lat i 212 dni w średniej odległości 2,34 j.a. Została odkryta 22 stycznia 1983 roku.

## Naturalny satelita
Księżyc odkryto 31 stycznia 2008 roku na podstawie analizy krzywej zmian blasku tej planetoidy. Odkrycia dokonano w obserwatorium w Ondrejovie. Średnica księżyca to ok. 1,2 km. Obydwa ciała obiegają wspólny środek masy w czasie 14,67 godziny, a odległość między nimi to ok. 13 km.